# (234) Bárbara
(234) Bárbara es un asteroide perteneciente al cinturón de asteroides descubierto el 12 de agosto de 1883 por Christian Heinrich Friedrich Peters desde el observatorio Litchfield de Clinton, Estados Unidos.
Está posiblemente nombrado por Bárbara, mártir cristiana del siglo III.

## Características orbitales
Bárbara orbita a una distancia media de 2,385 ua del Sol, pudiendo acercarse hasta 1,8 ua. Tiene una inclinación orbital de 15,37° y una excentricidad de 0,2454. Emplea 1346 días en completar una órbita alrededor del Sol.